# Rhinichthys osculus
Rhinichthys osculus és una espècie de peix cipriniforme de la família dels ciprínids.

## Morfologia
- Els mascles poden assolir 11 cm de longitud total.
- Nombre de vèrtebres: 37-38.[1][2]

## Depredadors
Als Estats Units és depredat per Ictalurus punctatus, Oncorhynchus mykiss i Salmo trutta trutta.

## Hàbitat
És un peix d'aigua dolça i de clima temperat (9 °C-11 °C).

## Distribució geogràfica
Es troba a Nord-amèrica: des del riu Colúmbia (Colúmbia Britànica, Canadà) fins al riu Colorado (Arizona i Nou Mèxic als Estats Units) i Sonora (Mèxic).